# SysRq

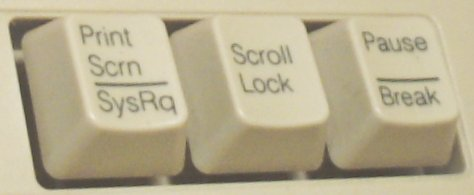
SysRq, primeira tecla da esquerda para a direita (foto), geralmente associada ao Print screen.

SysRq, SysReq (abreviação de System Request) é uma tecla típica de um teclado de computador pessoal.
Em geral, a indicação SysRq está associada à tecla Print Screen, que, no sistema operacional Microsoft Windows transfere para a área de transferência do sistema operacional uma imagem da tela que é exibida no momento em que a tecla é pressionada.
Nos computadores mais antigos, da época do MS-DOS, a tecla Print Screen servia para que a impressora imprimisse tudo o que estava escrito na tela. Atualmente, a função mais comum dessa tecla é transferir a imagem da tela para a área de transferência (na maioria dos programas e aplicações), mas há outros usos específicos de acordo com o sistema operacional utilizado.

## Função no Linux
Por exemplo em sistemas Linux, em modo console, esta tecla pode ser utilizada em combinação com as teclas Ctrl+Alt e seguida de um caractere, para ativar algumas funções de depuração do sistema.
A lista de funções varia sensivelmente de acordo com a versão do kernel utilizado. Por exemplo no Linux Ubuntu 11.10, com kernel 3.0.0, as funções permitidas são:
- loglevel(0-9)
- reBoot - Reinicia o computador
- Crash
- terminate-all-tasks(E) - Manda terminar todos os processos
- memory-full-oom-kill(F)
- kill-all-tasks(I) - Mata todos os processos
- thaw-filesystems(J)
- saK
- show-backtrace-all-active-cpus(L)
- show-memory-usage(M)
- nice-all-RT-tasks(N)
- powerOff - Desliga o computador
- show-registers(P)
- show-all-timers(Q)
- unRaw - toma o controle do teclado de volta do X
- Sync disks - Descarrega os dados para o disco
- show-task-states(T)
- Unmount - Remonta todos os dispositivos em modo somente-escrita
- show-blocked-tasks(W)
- dump-ftrace-buffer(Z)

Para usar qualquer uma destas funções é preciso estar em modo console e então pressionar a combinação Ctrl+Alt+SysRq+caractere correspondente. Caso a função resulte em saída de dados ela poderá ser exibida no seu terminal, ou então registrada no arquivo de logs do seu sistema (/var/log/syslog, por exemplo).
Há algumas situações que não é possível utilizar o Magic SysRq key, como no caso de um kernel panic ou quando a opção está desativada no kernel.
Quando conectado usando SSH o SysRq pode ser acessado escrevendo para o arquivo /proc/sysrq-trigger (exemplo: echo s > /proc/sysrq-trigger).